# Joánisz Okász
Joánisz Okász, görögül: Ιωάννης Οκκάς (Lárnaka, 1977. február 11. –) válogatott ciprusi labdarúgó, csatár, edző.

## Pályafutása

### Klubcsapatban
1993-ban a Néa Szalamína korosztályos csapatában kezdte a labdarúgást, ahol közben az első csapatban is többször szerepelt. 1997 és 2000 között az Anórthoszi Ammohósztu csapatában szerepelt, ahol három bajnoki címet és egy kupagyőzelmet ért el az együttessel. 2000 és 2007 között Görögországban játszott. 2000 és 2003 között a PAÓK, 2003–04-ben az AÉK, 2004 és 2007 között az Olimbiakósz labdarúgója volt. A PAÓK-kal két kupagyőzelmet, az Olimbiakósszal három bajnoki címet és két kupagyőzelmet szerzett. 2007–08-ban a másodosztályú spanyol Celta Vigo játékosa volt. 2008-ban hazatért Ciprusra. 2008–09-ben az Omónia, 2009 és 2014 között ismét az Anórthoszi Ammohósztu labdarúgója volt. 2014-ben az Ermísz Aradípu csapatában fejezte be az aktív labdarúgást.

### A válogatottban
1997 és 2011 között 106 alkalommal szerepelt a ciprusi válogatottban és 27 gólt szerzett.

### Edzőként
2015-ben az Ermísz Aradípu vezetőedzője volt.

## Sikerei, díjai
Anórthoszi Ammohósztu
- Ciprusi bajnokság
  - bajnok (3): 1997–98, 1998–99, 1999–00
- Ciprusi kupa
  - győztes: 1998

 PAÓK
- Görög kupa
  - győztes (2): 2001, 2003

 Olimbiakósz
- Görög bajnokság
  - bajnok (3): 2004–05, 2005–06, 2006–07
- Görög kupa
  - győztes (2): 2005, 2006